# (17976) Schulman
(17976) Schulman (1999 JQ54) – planetoida z pasa głównego asteroid okrążająca Słońce w ciągu 3,61 lat w średniej odległości 2,35 j.a. Odkryta 10 maja 1999 roku.